# República Dominicana en los Juegos Olímpicos de Tokio 2020
La República Dominicana estuvo representada en los Juegos Olímpicos de Tokio 2020 por un total de 65 deportistas, 42 hombres y 23 mujeres, que compitieron en 11 deportes.
Los portadores de la bandera en la ceremonia de apertura fueron el boxeador Rodrigo Marte y la jugadora de voleibol Prisilla Rivera. 

## Medallistas
El equipo olímpico dominicano obtuvo las siguientes medallas:
| Nombre                                                                                      | Deporte      | Competición     |
| ------------------------------------------------------------------------------------------- | ------------ | --------------- |
| Oro                                                                                         |              |                 |
| —                                                                                           |              |                 |
| Plata                                                                                       |              |                 |
| Marileidy Paulino                                                                           | Atletismo    | 400 m F         |
| Lidio Andrés Feliz Marileidy Paulino Anabel Medina Ventura Alexander Ogando Luguelín Santos | Atletismo    | 4 × 400 m mixto |
| Zacarías Bonnat                                                                             | Halterofilia | 81 kg M         |
| Bronce                                                                                      |              |                 |
| Equipo                                                                                      | Béisbol      | Torneo M        |
| Crismery Santana                                                                            | Halterofilia | 87 kg F         |